# إشتفان غيرغلي
إشتفان غيرغلي (بالمجرية: Gergely István)‏ هو لاعب كرة الماء مجري وسلوفاكي، ولد في 20 أغسطس 1976 في دونيسكا ستريدا في سلوفاكيا.

## وصلات خارجية
- إشتفان غيرغلي على موقع الاتحاد الدولي للسباحة (الإنجليزية)
- إشتفان غيرغلي على موقع الاتحاد المجري لكرة الماء (الهنغارية)
- إشتفان غيرغلي على موقع اللجنة الأولمبية الدولية (الإنجليزية)
- إشتفان غيرغلي على موقع أوليمبيديا (الإنجليزية)
- إشتفان غيرغلي على موقع اللجنة الأولمبية المجرية (الهنغارية)